# Antique
Antique (срп. Анитк) је грчки певачки дуо који чине Елена Папаризу (рођена 1982) и Никос Панагиотидис (рођен 1978), пореклом из Шведске и комбинујући грчку популарну музику и текстове са нордијским денс-поп ритмом. И Папаризу и Панагиотидис су рођени и одрасли у Шведској од родитеља Грка. Били су први икада номиновани за шведски Грамис у категорији модерни плес са грчком песмом. 2001. године, Antique је изабран да представља Грчку на такмичењу за песму Евровизије у Копенхагену са песмом „Die for You“, певаном на мешавини енглеског и грчког језика, завршивши на трећем месту – само иза Естоније и домаћина Данске. Ова група је позната у скандинавским земљама, на Кипру, у Грчкој, Немачкој и Италији. После 19 година паузе, група се поново окупила у марту 2022. у Грчкој, издавши хит песму из 90-их која је требало да буде њихов повратак у музичку индустрију.

## Каријера
Године 1999. неки пријатељи брата Хелене Папаризу замолили су је да направи демо хит „Opa Opa“.  Папаризу им је рекла да су текстови за мушкарца, па је замолила да је отпева са својим пријатељем из детињства Никосом Панагиотидисом,   којег је упознала преко своје браће и сестара на прослави грчке дијаспоре у Стокхолму.  У то време, неки продуценти плоча су радили на пројекту потписивања дуа који би се састојао од мушкарца и жене који би певали обраде традиционалних грчких хитова оријентисаних на грчку дијаспору у Шведској, коначно долазећи у контакт са Папаризуом, који је препоручио Панагиотидиса;  формирали су Антикуе и потписали уговор са новоформираном инди кућом Bonnier Music,  одлучили су се за име јер је остављало утисак „класичне“ и „безвремене“.  Папаризу је признала да је грчка музика за њу била нешто од стеченог укуса и да је назив „Antique” вероватно одраз њеног утиска из детињства да је то нешто прилично удаљено и старомодно; нешто што је стварно повезивала само са својим летњим одморима у Грчкој. Њихов дебитантски сингл „Opa Opa“ постао је хит међу Грцима у Шведској и на крају је ушао у првих десет у Шведској и Норвешкој, што их је учинило првим извођачем који је ушао у шведску најбољу петорку са песмом отпеваном на грчком. 

### Песма Евровизије 2001
Иако су релативно непознати у Грчкој, дуо је ушао у национално финале како би постали грчки представници на такмичењу за Песму Евровизије 2001. у Копенхагену, са песмом „(I Would) Die for You“, коју је написао Никос Терзис са текстом Антониса Папаса, заузели прво место, али су подразумевано именовани за победнике пошто су победили на јавном гласању.  Песма је заузела треће место у стварном такмичењу са 147 поена; иако изједначен са пријавом из 2004. године, то је било најбоље место које је Грчка икада добила све док Папаризу није победио на такмичењу као соло уметник 2005. године. Песма је постала њихов највећи хит у Грчкој, достигавши платинасти статус, док је достигла врхунац на трећем месту у Шведској и Грчкој, а нашла се и на другим листама. Успех на такмичењу довео их је до тога да су стекли признање у Грчкој и тамо радили до краја своје каријере.
У наставку су снимили четири студијска албума која су постигла благи успех, извели малу европску турнеју и сарађивали са уметницима као што су Кети Гарби и Слави Трифонов. Године 2002. снимили су песму „V-Power“ у енглеској и грчкој верзији. Песме су укључене на промотивни албум са 14 нумера како би промовисао врхунски производ безоловног бензина познат као V-Power. Antique се распао крајем 2003, а оба члана су се бавила соло каријером. Елена Папаризу победила је на Песми Евровизије 2005. 

### 2019 – данас: Нови материјал
Antique су се поново окупили 16 година након паузе групе на специјалном концерту поводом јубилеја 13. јула 2019. у Шведској, изводећи уживо своје највеће хитове за шведску публику. На Кипру на додели Супер музичких награда, Панагиотидис је доделио Папаризу за најбољу одраслу уметницу.
У марту 2022. Antique је обрадио песму из 1990-их под називом „Ti Ti” од Гиоргоса Алкаиоса, која ће бити објављена у априлу 2022.
Јула 2022. су наступили на концертном фестивалу у Шведској изводећи неке од својих хит синглова.
Antique је 17. новембра присуствовао Het Grote Songfestivalfeest-у певајући „Die For You” који се одржао у Амстердаму, док ће га касније емитовати јавни емитер Холандије.

## Дискографија
- Mera Me Ti Mera (1999)
- Die for You (2001)
- Me Logia Ellinika (2002)
- Alli Mia Fora (2003)
- Blue Love (2003)